# Eleutherobia
Eleutherobia is een geslacht van neteldieren uit de klasse van de Anthozoa (bloemdieren).

## Soorten
- Eleutherobia australiensis Bryce, Poliseno, Alderslade & Vargas, 2015
- Eleutherobia dofleini (Kükenthal, 1906)
- Eleutherobia duriuscula (Thomson & Dean, 1931)
- Eleutherobia flava (Nutting, 1912)
- Eleutherobia grandiflora (Kükenthal, 1906)
- Eleutherobia imaharai Bryce, Poliseno, Alderslade & Vargas, 2015
- Eleutherobia lutea Benayahu & Schleyer, 1995
- Eleutherobia rigida (Pütter, 1900)
- Eleutherobia rubra (Brundin, 1896)
- Eleutherobia somaliensis Verseveldt & Bayer, 1988
- Eleutherobia splendens (Thomson & Dean, 1931)
- Eleutherobia studeri (J.S. Thomson, 1910)
- Eleutherobia sumbawaensis Verseveldt & Bayer, 1988
- Eleutherobia unicolor (Kükenthal, 1906)
- Eleutherobia variabile (Thomson, 1921)
- Eleutherobia vinadigitaria Williams & Little, 2001